# Grabowiec (powiat grudziądzki)
Grabowiec – wieś w Polsce położona w województwie kujawsko-pomorskim, w powiecie grudziądzkim, w gminie Grudziądz.

## Podział administracyjny
W latach 1975–1998 miejscowość należała administracyjnie do województwa toruńskiego.

## Demografia
Według Narodowego Spisu Powszechnego (III 2011 r.) wieś liczyła 99 mieszkańców. Jest 28. co do wielkości miejscowością gminy Grudziądz.

## Archeologia
W latach 1955–1960 prowadzono w Grabowcu i pobliskich Parskach badania archeologiczne, w trakcie których odkryto stanowiska kultury łużyckiej i wczesnopomorskiej.